# Ariana Arseneault
Ariana Arseneault (* 15. Juni 2002 in Richmond Hill, Ontario) ist eine kanadische Tennisspielerin.

## Karriere
Arseneault spielt vor allem auf der ITF Women’s World Tennis Tour, wo sie bislang sieben Titel im Doppel gewinnen konnte.
Ihr Debüt auf der WTA Tour gab sie mit einer Wildcard bei der Qualifikation zum Rogers Cup 2019.

## Turniersiege

### Doppel
| Nr. | Datum              | Turnier    | Kategorie | Belag             | Partnerin      | Finalgegnerinnen                          | Ergebnis          |
| --- | ------------------ | ---------- | --------- | ----------------- | -------------- | ----------------------------------------- | ----------------- |
| 1.  | 19. Dezember 2021  | Cancún     | ITF W15   | Hartplatz         | Stacey Fung    | Eleonore Tschakarowa Werginie Tschakarowa | 1:6, 7:62, [10:7] |
| 2.  | 21. Mai 2022       | Pelham     | ITF W60   | Sand              | Carolyn Ansari | Reese Brantmeier Elvina Kalieva           | 7:5, 6:1          |
| 3.  | 20. Juli 2024      | Granby     | ITF W75   | Hartplatz         | Mia Kupres     | Liang En-shuo Park So-hyun                | 6:4, 2:6, [10:6]  |
| 4.  | 24. August 2024    | Saskatoon  | ITF W35   | Hartplatz         | Mia Kupres     | Hiroko Kuwata Maribella Zamarripa         | 6:4, 6:3          |
| 5.  | 7. September 2024  | Punta Cana | ITF W35   | Sand              | Kayla Cross    | Margaux Maquet María Martínez Vaquero     | 6:4, 7:65         |
| 6.  | 14. September 2024 | Punta Cana | ITF W35   | Sand              | Kayla Cross    | Schibek Qulambajewa Sahaja Yamalapalli    | 6:1, 5:7, [10:8]  |
| 7.  | 21. Februar 2025   | Manchester | ITF W35   | Hartplatz (Halle) | Anna Rogers    | Weronika Falkowska Martyna Kubka          | 6:75, 6:1, [10:8] |